# Elektroluminiscence

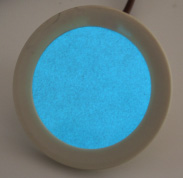
noční světlo

Elektroluminiscence je luminiscence, při níž dochází k přeměně elektrické energie ve světlo při průchodu proudu vhodným materiálem (luminoforem), na rozdíl od emise světla (incandescence) nebo od reakce různých chemikálií (chemiluminiscence). Prochází-li elektrický náboj luminoforem, excitované elektrony uvolňují svou energii ve formě fotonů – světla.

## Využití
Využití je v zábavním průmyslu, bezpečnosti dopravy nebo například v módním průmyslu. Elektroluminiscence se začíná ve velké míře uplatňovat v reklamním průmyslu jako alternativa světelným panelům z LED displejů, drahých plazmových obrazovek apod.

### Elektroluminisceční panel
První vrstva je tzv. základní deska, která je obvykle pevný elektrický izolant, například sklo. Druhá vrstva je vodič, třetí je další izolační vrstva, čtvrtá vrstva je vrstva luminoforu, pátá vrstva je izolační a šestá je další vodič. Izolační vrstvy jsou nezbytné pro zabránění elektrickému oblouku a následnému jiskření mezi dvěma vodivými vrstvami. EL panely nejsou horké a aplikují se například na trička.

### Elektroluminiscenční fólie
Elektroluminiscenční fólie je vyrobena z 1 mm tenkého vrstveného plastického materiálu. Je flexibilní, lze ji ohýbat či zatočit.